# Pouvoir explicatif
Le pouvoir explicatif est la capacité d’une hypothèse ou d'une théorie à expliquer efficacement le sujet auquel elle se rapporte. Son contraire est l'impuissance explicative.
Dans le passé, divers critères ou mesures de pouvoir explicatif ont été proposés. En particulier, on peut dire qu’une hypothèse, une théorie ou une explication a plus de pouvoir explicatif qu’une autre sur le même sujet :
- si davantage de faits ou d’observations sont pris en compte ;
- si cela transforme des « faits surprenants » en « une évidence » (selon Peirce) ;
- si davantage de détails sur les relations causales sont fournis, conduisant à une grande exactitude et précision de la description ;
- si elle offre un plus grand pouvoir prédictif (en) (s’il offre plus de détails sur ce qui devrait être vu et non vu) ;
- si cela dépend moins des autorités et plus des observations ;
- si elle fait moins d'hypothèses ;
- si elle est plus falsifiable (plus testable par observation ou expérimentation, selon Popper) ;
- si elle peut être utilisée pour compresser des observations codées en moins de bits (théorie de l'inférence inductive de Solomonoff (en)).

Récemment[Quand ?], David Deutsch a proposé que les théoriciens recherchent des explications difficiles à varier. Il est difficile de modifier une théorie ou une explication si tous les détails jouent un rôle fonctionnel, c'est-à-dire s'ils ne peuvent être modifiés ou supprimés sans modifier les prédictions de la théorie. En revanche, les explications faciles à varier (c'est-à-dire mauvaises), peuvent être variées pour être réconciliées avec de nouvelles observations car elles sont à peine liées aux détails du phénomène en question.

## Exemples

Deutsch affirme que la vérité consiste en des affirmations détaillées et "difficiles à varier sur la réalité".

Deutsch prend des exemples de la mythologie grecque. Il décrit comment des théories très précises, voire quelque peu réfutables, ont été avancées pour expliquer comment la tristesse du dieu Déméter provoquait les saisons. Alternativement, souligne Deutsch, on aurait tout aussi bien pu expliquer les saisons comme résultant du bonheur du dieu, ce qui en ferait une mauvaise explication car il est si facile de modifier arbitrairement  les détails. Sans le critère de Deutsch, l'« explication des dieux grecs » aurait pu simplement ajouter des justifications. Le même critère, celui d'être « difficile à varier », est peut-être ce qui fait que l'explication moderne des saisons est bonne. Aucun des détails sur la Terre tournant autour du Soleil selon un certain angle sur une certaine orbite ne peut être facilement modifié sans changer la cohérence de la théorie,.

## Relation avec d'autres critères
Le philosophe Karl Popper reconnaît qu'il est logiquement possible d'éviter la falsification d'une hypothèse en modifiant les détails pour éviter toute critique, adoptant le terme de stratagème immunisant de Hans Albert. Popper fait valoir que les hypothèses scientifiques devraient être soumises à des tests méthodologiques pour sélectionner l'hypothèse la plus solide.